# Xinning
Xinning  (en chino, 新宁; pinyin, Xīn·Níng) es un condado  bajo la administración directa de la Prefectura Shaoyang en la Provincia de Hunan, República Popular China.  Su área es de 2756 km² y su población total para 2010 superó los 560 mil habitantes. 

## Administración
Desde octubre de 2022, el  Condado Xinning  se divide en 16 pueblos que se administran en 8 poblados,  6 villas y 2 villas étnicas. 

## Toponimia
El topónimo Xinning se compone de los sinogramas Xin que significa 'nuevo'  y Ning que significa 'tranquilidad'.
En el año 1155 durante la dinastía Song, la corte imperial, tras pacificar a los pueblo locales, estableció el Condado Xining,  la intención era que, después de sofocar las revueltas, era imprescindible que hubiera una "nueva época de tranquilidad" (新的“安宁 Xīn de ānníng), de ahí el nombre.